# Manto papal

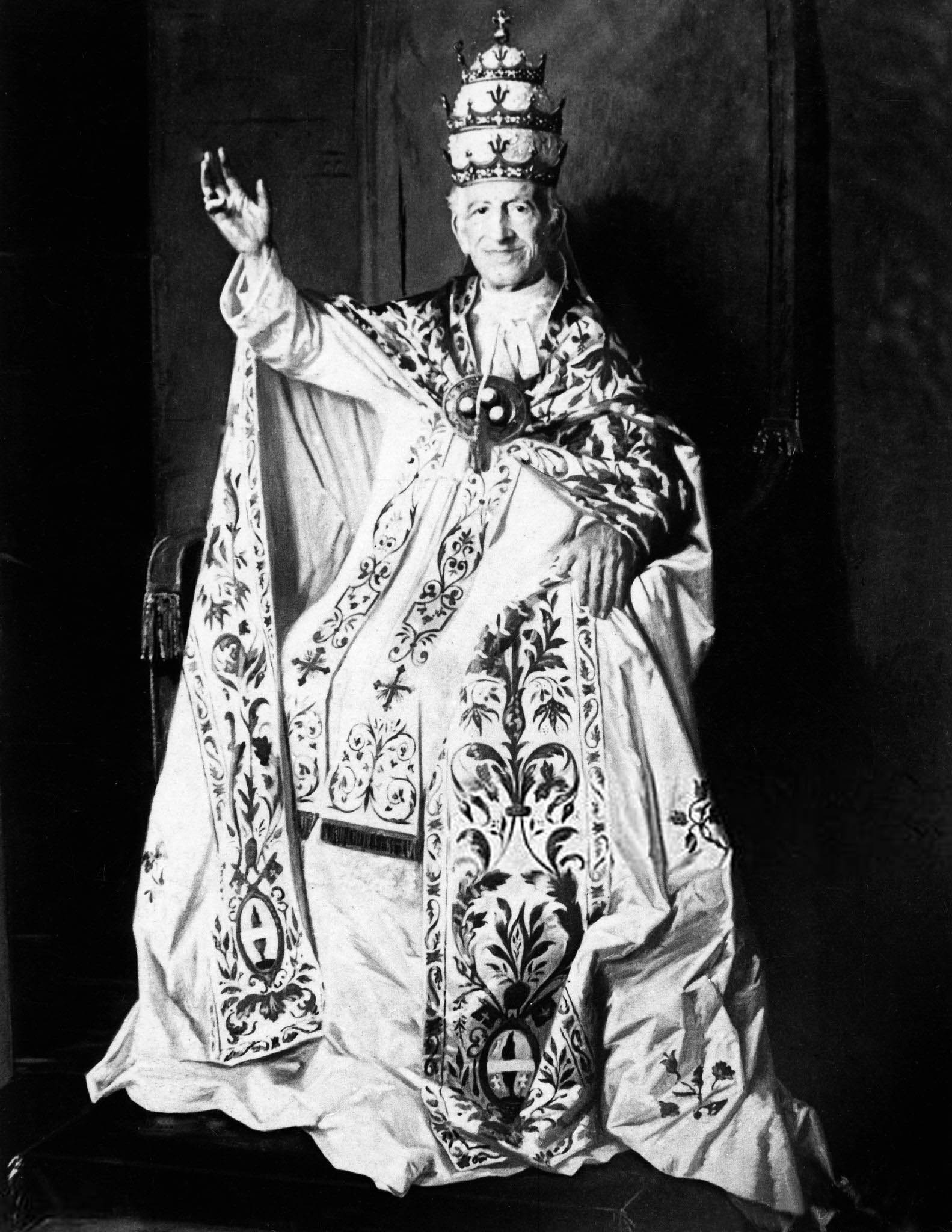
León XIII fotografiado con el manto y la tiara papal (1887)

El manto papal es una vestidura litúrgica similar a la capa pluvial, de la que solo se diferencia en la longitud, el cual fue utilizado solo por el papa en algunas ceremonias.

## Historia
La referencia más temprana al uso de la capa es atestiguada por Dante Alighieri en la Divina Comedia. El papa Nicolás III es de hecho el poeta con estas palabras, lo que indica el manto como la prerrogativa de la función de papa:

Si yo sé que los dos tanto cal, Han de ejecutar el banco, sin embargo, Sé que estaba vestido con el gran manto.
Dante Alighieri, La Divina Comedia. Inf. xix, 67/69

El manto era una capa pluvial con una longitud mayor que la estatura del papa (las dimensiones son variables, dependiendo del modelo y el período histórico, pero podría ser de hasta varios metros).
Existe solo en color rojo o blanco, pues eran los únicos usados en las liturgias papales.

## En la actualidad

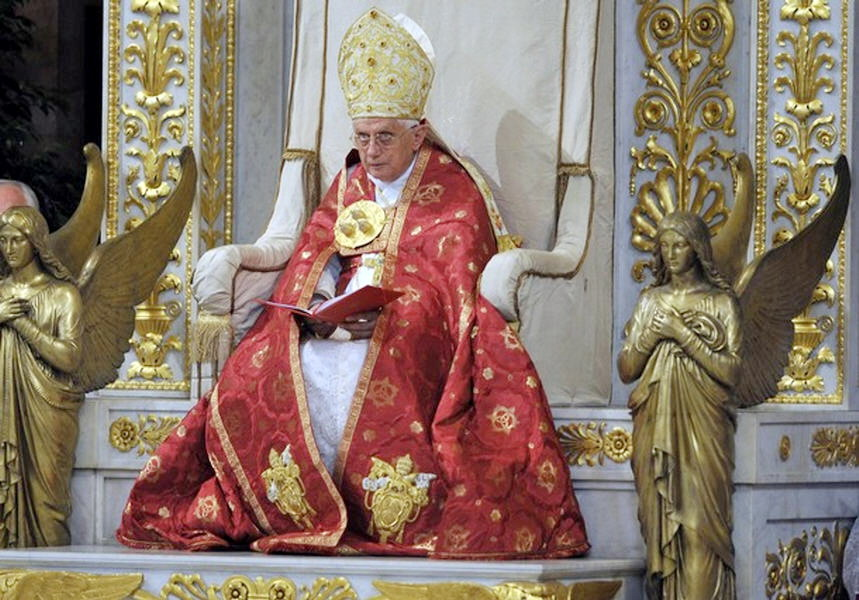
Fotografía de Benedicto XVI llevando el manto, tomada en junio de 2008

El último papa que llevó el manto fue Pablo VI. Al igual que otros ornamentos litúrgicos no fue abolida, pero cayó en desuso. Un manto que perteneció al papa Juan XXIII fue recortado y convertido en una capa pluvial común y fue usada por Juan Pablo II para conmemorar el final del Jubileo de 1983. El mismo ha sido usado por Benedicto XVI con motivo de la bendición urbi et orbi del 25 de diciembre de 2007. Otro manto papal blanco, confeccionado para Pablo VI también fue recortado y convertido en capa pluvial común. Es habitualmente utilizado por el papa Francisco, así como la estola del manto rojo similar que perteneció al papa Montini.